# دفیانت
Defiant (به انگلیسی: Boulton_Paul_Defiant) یک هواگرد از نوع Two-seat هواپیمای جنگنده، جنگنده شبانه، هواپیمای آموزشی، target tug ساخت شرکت Boulton Paul Aircraft است. هواگرد Defiant نخستین پروازش را در ۱۱ اوت ۱۹۳۷ میلادی انجام داد. این هواگرد در سال دسامبر ۱۹۳۹ میلادی رسماً معرفی گردید. در مجموع، تعداد ۱٬۰۶۴[۲۰] فروند از این هواگرد ساخته شده‌است.
طراح این هواگرد، John Dudley North بود.